# Irumu (territorium)

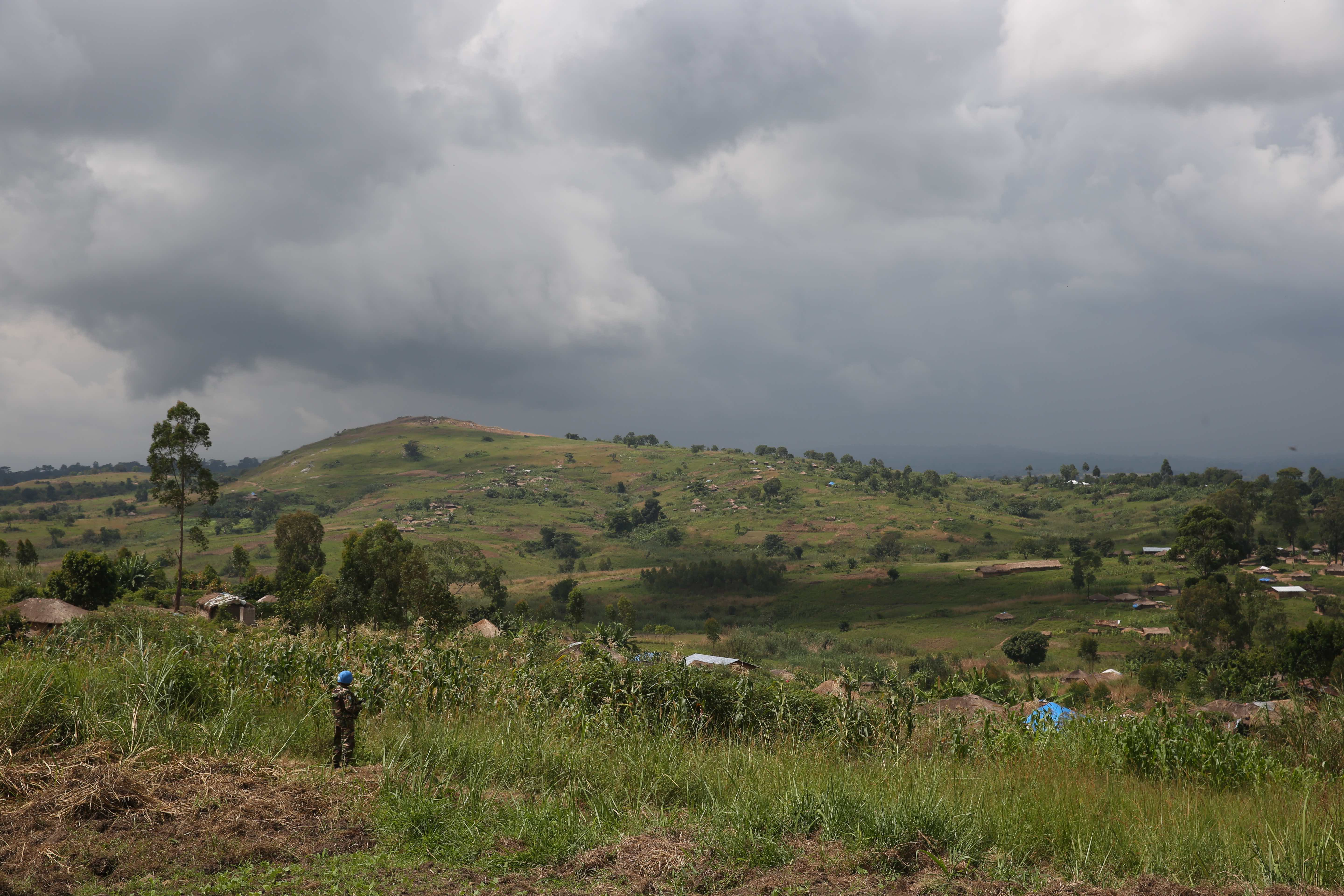
Een VN-soldaat in Gety (Irumu)

Irumu is een territorium (territoire) in de Democratische Republiek Congo. Het een van de vijf territoria van de provincie Ituri. Het heeft een oppervlakte van 8.183 km² en een bevolking van naar schatting 1.271.000.

## Bestuur
Het territorium is opgericht in 1914. De hoofdplaats is de gelijknamige plaats Irumu. Aanvankelijk maakte de provinciehoofdstad Bunia deel uit van Irumu, maar ze werd er nadien uit losgemaakt.
Irumu is onderverdeeld in twaalf chefferies en telt 715 dorpen.

## Geografie
Irumu grenst in het oosten aan het Albertmeer. Verder grenst het aan de territoria Djugu en Mambasa (eveneens in de provincie Ituri).
Het gebied is heuvelachtig tot bergachtig en varieert in hoogte van 1.000 meter tot 2.000 meter. De bergketen Monts Bleus ligt in het territorium. De Shari, Ituri en Talolo zijn de belangrijkste rivieren. De vegetatie bestaat voornamelijk uit savanne, met bossen in het westen.

## Bevolking
De belangrijkste bevolkingsgroepen zijn de Bira, Hema, Lendu Bindi, Nyali en Lese. Er leven ook kleine groepen pygmeeën. De nationale voertaal is Swahili.
De bevolking leeft voornamelijk van landbouw, veeteelt en visvangst (op het Albertmeer). Er wordt door buitenlandse bedrijven goud en aardolie gewonnen.